# 烏廖特區

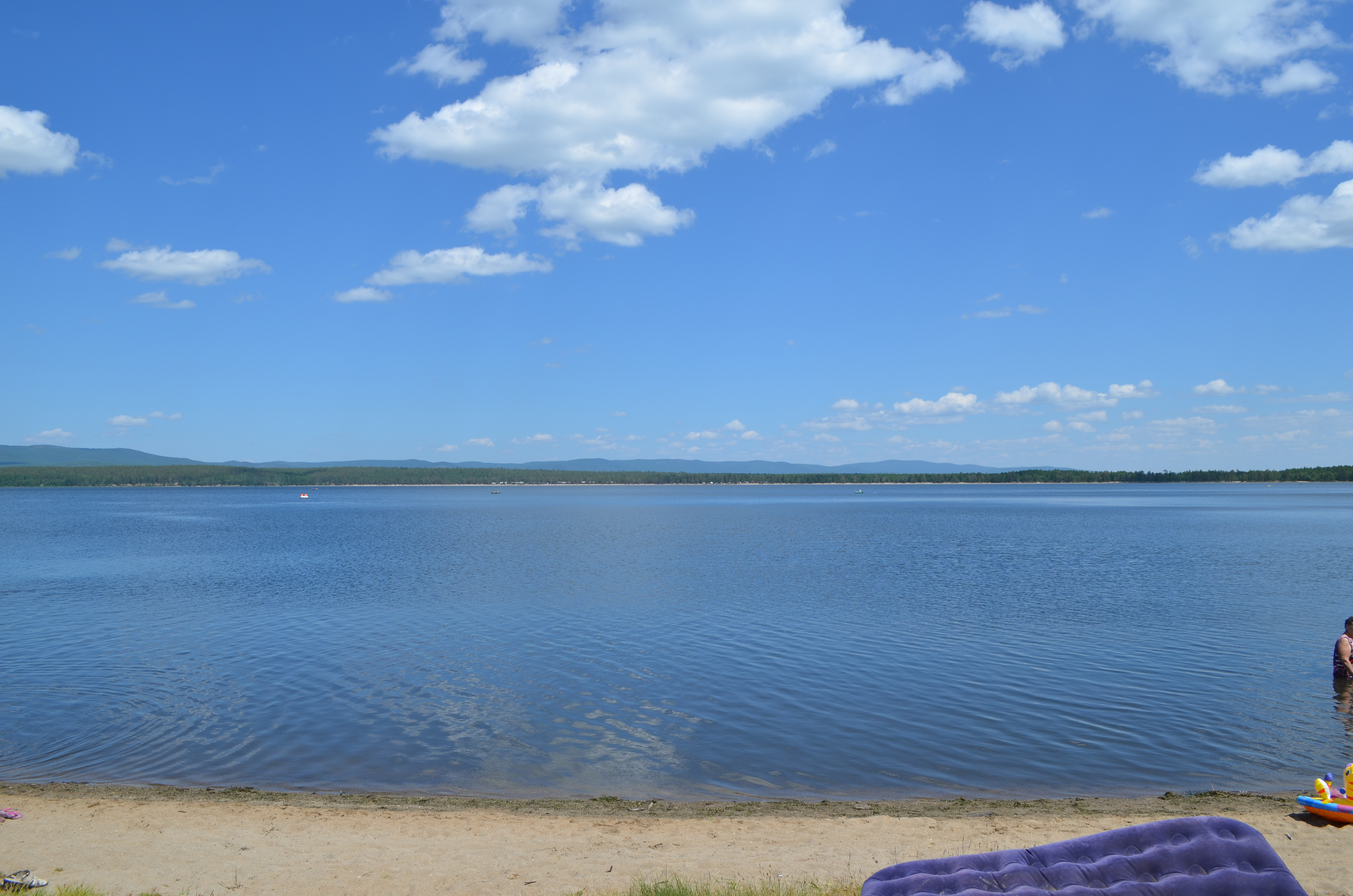

50°49′52″N 111°49′55″E / 50.831°N 111.832°E
烏廖特區（俄语：Улётовский район），是俄羅斯的一個區，位於該國西部，由外貝加爾邊疆區負責管轄，始建於1926年1月4日，面積16,000平方公里，2010年人口18,946，人口密度每平方公里1.18人。